# Запорізька міська рада
Запорі́зька міська́ ра́да — орган місцевого самоврядування Запорізької міської громади у Запорізькій області. Адміністративний центр — місто Запоріжжя.

## Загальні відомості
2 січня 2017 року на сайті Запорізької міської ради запрацював сервіс «Електронні петиції».

## Історія
Місцеве самоврядування міста Олександрівська (Запоріжжя) має багаторічну історію. В 1785 році Олександрівський фурштат став посадом, тобто поселенням міського типу, отримавши право на відкриття міських установ. Першою з них стала ратуша (орган міського самоврядування в містах, які не мали магдебурзького права), а пізніше — міська дума. Однак відлік історії Запорізької міської ради ведуть з 13 лютого 1921 року. У цей день 165 депутатів зібралися в будівлі Народного дому, яка і нині розташована на Майдані Волі, де відбувся перший пленум Олександрівської міської ради.

## Адміністративний устрій
Міській раді підпорядковані:
- Запоріжжя
  - Олександрівський район
  - Заводський район
  - Комунарський район
  - Дніпровський район
  - Вознесенівський район
  - Хортицький район
  - Шевченківський район

## Склад ради
За результатами місцевих виборів 2020 року Запорізька міська рада оновилася на 67 %, до неї увійшли 43 нових депутати. 21 депутат переобраний знову. Також у першому турі переобрано голову міської ради Буряка В. В., за нього віддали голоси 59,99 відсотка виборців, 29 вересня 2021 він покинув посаду за станом здоров'я. 
Рада складається з 64 депутатів та голови.
- Голова ради: Посада вакантна. На час відсутності голови, його обов'язки виконує секретар.
- Секретар ради: Харченко Регіна Владиславівна. Обрано на посаду 24 квітня 2024.

### Керівний склад попередніх скликань
| ПІБ                        | Основні відомості                                               | Дата обрання | Дата звільнення |
| -------------------------- | --------------------------------------------------------------- | ------------ | --------------- |
| Карташов Євген Григорович  | Міський голова, 1942 року народження, безпартійний              | 26.03.2006   | 31.10.2010      |
| Сін Олександр Ченсанович   | Міський голова, 1961 року народження, освіта вища, безпартійний | 31.10.2010   | 15.11.2015      |
| Буряк Володимир Вікторович | Міський голова, 1965 року народження, освіта вища, безпартійний | 15.11.2015   | 25.10.2020      |
| Буряк Володимир Вікторович | Міський голова, 1965 року народження, освіта вища, безпартійний | 25.10.2020   | 29.09.2021      |

Примітка: таблиця складена за даними сайту Верховної Ради України та ЦВК

### Депутати VII скликання
За результатами місцевих виборів 2015 року депутатами ради стали:

#### За суб'єктами висування
| Суб'єкт висування                                          | Кількість обраних депутатів | %     |
| ---------------------------------------------------------- | --------------------------- | ----- |
| Політична партія «Опозиційний блок»                        | 20                          | 31.25 |
| Політична партія «Українське Об'єднання патріотів — УКРОП» | 9                           | 14.06 |
| Політична партія «Нова політика»                           | 9                           | 14.06 |
| Політична партія Блок Петра Порошенка «Солідарність»       | 8                           | 12.50 |
| Політична партія «Наш край»                                | 6                           | 9.38  |
| Політична партія Всеукраїнське об'єднання «Батьківщина»    | 6                           | 9.38  |
| Політична партія Об'єднання «Самопоміч»                    | 6                           | 9.38  |

#### За округами[10]
| № округу                                                   | Прізвище, ім'я, по батькові          | Дата нар.  | Освіта              | Партійна приналежність | Відомості |
| ---------------------------------------------------------- | ------------------------------------ | ---------- | ------------------- | ---------------------- | --- |
| Політична Партія «Опозиційний блок»                        |                                      |            |                     |                        | |
| пк                                                         | Шурма Ростислав Ігорович             | 17.09.1983 | вища                | «Опозиційний блок»     | ПАТ «Запоріжсталь», генеральний директор |
| 33                                                         | Полухін Володимир Федорович          | 22.01.1951 | вища                | безпартійний           | Державний навчальний заклад «Запорізьке ВІПУ», директор |
| 34                                                         | Ніколаєнко Олександр Олександрович   | 05.04.1980 | вища                | «Опозиційний блок»     | ПАТ «Запоріжвогнетрив», головний енергетик |
| 32                                                         | Кривцов Андрій Іванович              | 30.12.1964 | вища                | «Опозиційний блок»     | ПАТ «Запоріжсталь», начальник обтискного цеху |
| 31                                                         | Михайлик Павло Андрійович            | 02.09.1946 | вища                | «Опозиційний блок»     | пенсіонер |
| 47                                                         | Тищенко Олександр Вікторович         | 04.09.1977 | вища                | «Опозиційний блок»     | ПАТ «Запоріжсталь», заступник начальника цеху |
| 44                                                         | Пшеничний Олександр Миколайович      | 16.03.1977 | вища                | «Опозиційний блок»     | ПАТ «Запоріжсталь», начальник управління соціальної сфери                                                                                                  |
| 35                                                         | Кругла Людмила Юхимівна              | 11.06.1954 | вища                | безпартійна            | Запорізька гімназія № 46, директор |
| 43                                                         | Гринь Віктор Анатолійович            | 21.09.1969 | вища                | «Опозиційний блок»     | ПАТ «Запоріжсталь», начальник цеху |
| 39                                                         | Сілін Микола Михайлович              | 10.12.1949 | вища                | «Опозиційний блок»     | ПАТ «Запоріжсталь», голова ради ветеранів війни та праці                                                                                                   |
| 36                                                         | Воронцов Олександр Васильович        | 22.09.1961 | вища                | безпартійний           | ППВКФ «Аліот», директор |
| 49                                                         | Орєшкін Юрій Ігорович                | 15.04.1974 | вища                | «Опозиційний блок»     | ПАТ «Запоріжсталь», начальник управління інфраструктурних систем                                                                                           |
| 52                                                         | Гончар Олександр Васильович          | 25.02.1968 | вища                | «Опозиційний блок»     | ПАТ «Запоріжсталь», оператор посту управління |
| 16                                                         | Гурська Ніна Миколаївна              | 15.09.1962 | вища                | «Опозиційний блок»     | пенсіонер |
| 50                                                         | Божко Руслан Анатолійович            | 26.08.1976 | вища                | «Опозиційний блок»     | ПАТ «Запоріжсталь», фінансовий директор |
| 57                                                         | Омельянович Роман Анатолійович       | 29.01.1982 | вища                | «Опозиційний блок»     | ПАТ «Запоріжсталь», помічник генерального директора-начальник управління справами адміністрації                                                            |
| 46                                                         | Лученко Андрій Іванович              | 06.12.1973 | вища                | «Опозиційний блок»     | ПАТ «Запоріжсталь», директор з персоналу |
| 48                                                         | Адаманов Олег Федорович              | 18.06.1970 | вища                | «Опозиційний блок»     | ПАТ «Запоріжсталь», директор з транспорту та логістики |
| 45                                                         | Нагіх Констянтин Валерійович         | 10.07.1956 | вища                | «Опозиційний блок»     | ПАТ «Запоріжсталь», начальник управління залізничного транспорту                                                                                           |
| 40                                                         | Дорошенко Юрій Леонідович            | 12.06.1978 | вища                | безпартійний           | ПАТ «Запоріжсталь», інженер першої категорії з постачання                                                                                                  |
| Політична партія «НОВА ПОЛІТИКА»                           |                                      |            |                     |                        | |
| пк                                                         | Великий Віктор Іванович              | 22.10.1956 | вища                | безпартійний           | Публічне акціонерне товариство «МОТОР СІЧ», заступник директора виробництва ТНС                                                                            |
| 21                                                         | Гараненко Роман Сергійович           | 24.05.1960 | вища                | безпартійний           | Публічне акціонерне товариство «МОТОР СІЧ», директор з якості                                                                                              |
| 20                                                         | Лоцман Сергій Леонідович             | 07.02.1978 | вища                | безпартійний           | Публічне акціонерне товариство «МОТОР СІЧ», заступник голови профспілкового комітету первинної профспілкової організації Профспілки авіабудівників України |
| 26                                                         | Поливяний Сергій Олександрович       | 06.07.1983 | вища                | безпартійний           | Публічне акціонерне товариство «МОТОР СІЧ», керівник цеху                                                                                                  |
| 22                                                         | Тишечко Віталій Володимирович        | 26.10.1978 | вища                | безпартійний           | Публічне акціонерне товариство «МОТОР СІЧ», заступник начальника управління кадрів                                                                         |
| 19                                                         | Басов Олексій Юрійович               | 30.11.1974 | вища                | безпартійний           | Публічне акціонерне товариство «МОТОР СІЧ», начальник відділу технічної документації                                                                       |
| 28                                                         | Молчанов Михайло Миколайович         | 10.11.1954 | вища                | безпартійний           | Публічне акціонерне товариство «МОТОР СІЧ», директор управління                                                                                            |
| 27                                                         | Гординський Віктор Георгійович       | 26.08.1983 | вища                | безпартійний           | Публічне акціонерне товариство «МОТОР СІЧ», начальник колони автомобільної транспортно-виробничого управління                                              |
| 18                                                         | Пидорич Руслан Олександрович         | 17.06.1978 | вища                | безпартійний           | Публічне акціонерне товариство «МОТОР СІЧ», начальник відділу                                                                                              |
| ПОЛІТИЧНА ПАРТІЯ «УКРАЇНСЬКЕ ОБ'ЄДНАННЯ ПАТРІОТІВ — УКРОП» |                                      |            |                     |                        | |
| пк                                                         | Гришин Ярослав Володимирович         | 03.04.1985 | вища                | «УКРОП»                | Товариство з обмеженою відповідальністю "Міжнародна юридична фірма «Ярослав Гришин та партнери», директор                                                  |
| 63                                                         | Сідельникова Олена Леонідівна        | 28.08.1992 | вища                | «УКРОП»                | Приватне підприємство «Науково-промислове комерційне об'єднання „ТАТА“», юрист                                                                             |
| 64                                                         | Константинова Катерина Андріївна     | 14.06.1989 | вища                | безпартійна            | фізична особа-підприємець, фізична особа-підприємець |
| 56                                                         | Балашов Сергій Михайлович            | 28.07.1966 | вища                | безпартійний           | Публічне акціонерне товариство «Запорізький феросплавний завод», заступник голови Правління з розвитку                                                     |
| 59                                                         | Старцев Генадій Валерійович          | 22.06.1968 | загальна середня    | безпартійний           | тимчасово не працює |
| 61                                                         | Ярошенко Руслан Вікторович           | 12.05.1977 | вища                | безпартійний           | Приватне підприємство «Ярус», директор |
| 55                                                         | Сірий Дмитро Вікторович              | 24.05.1985 | вища                | безпартійний           | фізична особа-підприємець, фізична особа-підприємець |
| 38                                                         | Прасол Михайло Вікторович            | 10.08.1986 | вища                | «УКРОП»                | фізична особа-підприємець, фізична особа-підприємець |
| 10                                                         | Коломоєць Олег Олександрович         | 09.10.1980 | вища                | безпартійний           | Збройні сили України, 37-й окремий мотопіхотний батальйон, військовослужбовець                                                                             |
| Партія «Блок Петра Порошенка „Солідарність“»               |                                      |            |                     |                        | |
| пк                                                         | Фролов Микола Олександрович          | 09.01.1959 | вища                | безпартійний           | Верховна Рада України, народний депутат України, заступник голови Комітету Верховної Ради України з питань податкової та митної політики                   |
| 60                                                         | Бєлий Микола Іванович                | 02.05.1981 | вища                | БПП «Солідарність»     | Товариство з обмеженою відповідальністю «Віконда-Запоріжжя», директор                                                                                      |
| 12                                                         | Константинов Олександр Олександрович | 19.01.1976 | вища                | безпартійний           | Товариство з обмеженою відповідальністю «ЕПІЦЕНТР К», директор «Будівельно-господарського гіпермаркету „ЕПІЦЕНТР К“ м. Запоріжжя»                          |
| 18                                                         | Клець Ірина Миколаївна               | 22.02.1966 | вища                | БПП «Солідарність»     | Амбулаторія № 9, комунальна установа Центральна районна поліклініка № 2 Шевченківського району, завідувачка, лікар загальної практики сімейної медицини    |
| 14                                                         | Ревчук Ольга Андріївна               | 05.11.1988 | вища                | безпартійна            | Приватне мале підприємство «Алоінс», заступник директора з комерційних питань                                                                              |
| 57                                                         | Согорін Андрій Анатолійович          | 15.03.1980 | вища                | безпартійний           | Національна гвардія України, командир взводу оперативного призначення                                                                                      |
| 39                                                         | Кобзарюк Олександр Олександрович     | 21.11.1970 | вища                | БПП «Солідарність»     | Запорізька міська громадська організація «Протект», президент                                                                                              |
| 55                                                         | Зайцев В'ячеслав Олексійович         | 06.09.1980 | вища                | безпартійний           | Національний заповідник «Хортиця», завідувач відділу Наукової бібліотеки та архіву                                                                         |
| політична партія «Всеукраїнське об'єднання „Батьківщина“»  |                                      |            |                     |                        | |
| пк                                                         | Москаленко Володимир Анатолійович    | 31.10.1968 | вища                | безпартійний           | Товариство з обмеженою відповідальністю «Газета „Миг“», політичний оглядач                                                                                 |
| 56                                                         | Максимов Володимир Степанович        | 13.10.1965 | вища                | ВО «Батьківщина»       | пенсіонер |
| 54                                                         | Фукс Геннадій Григорович             | 14.09.1962 | вища                | безпартійний           | Українсько-американське спільне підприємство «Інтрейд», директор                                                                                           |
| 53                                                         | Афанасьєв Олег Володимирович         | 18.07.1977 | вища                | ВО «Батьківщина»       | Товариство з обмеженою відповідальністю «БРЕВЕС», директор                                                                                                 |
| 55                                                         | Рябцев Віталій Володимирович         | 04.11.1975 | професійно-технічна | ВО «Батьківщина»       | Товариство з обмеженою відповідальністю «Громадсько-політичний квартал „Акцент“», директор                                                                 |
| 58                                                         | Костенко Ірина Борисівна             | 21.09.1960 | вища                | ВО «Батьківщина»       | Торговельно-промислова компанія «Примекс», заступник директора                                                                                             |
| Політична партія «Наш край»                                |                                      |            |                     |                        | |
| пк                                                         | Кальцев Володимир Федорович          | 16.06.1966 | вища                | «Наш край»             | ТОВ «Компанія Александр», аналітик |
| 51                                                         | Полюсов Василь Вячеславович          | 21.05.1971 | вища                | «Наш край»             | Інститут олійних культур Національної академії «Аграрних наук України», науковий співробітник науково-виробничої лабораторії механізації та полівництва    |
| 64                                                         | Мотренко Олександр Володимирович     | 12.02.1972 | вища                | безпартійний           | ПАТ «Запорізький кабельний завод», генеральний директор |
| 63                                                         | Костенко Іван Олександрович          | 24.05.1941 | вища                | безпартійний           | пенсіонер |
| 61                                                         | Губіна Оксана Олександрівна          | 15.07.1972 | вища                | «Наш край»             | КУ Запорізька загальноосвітня школа-інтернат № 4 I—III ступенів ЗОР, директор                                                                              |
| 59                                                         | Поварчук Анатолій Володимирович      | 14.12.1951 | вища                | «Наш край»             | ПАТ «Запоріжтрансформатор», головний інженер |
| Політична партія «Об'єднання „САМОПОМІЧ“»                  |                                      |            |                     |                        | |
| пк                                                         | Корольов Олег Миколайович            | 21.10.1974 | вища                | «Самопоміч»            | Фізична особа підприємець |
| 5                                                          | Пріт Віктор Іванович                 | 04.06.1967 | вища                | безпартійний           | ТОВ "НВФ «МІДА, ЛТД», директор |
| 11                                                         | Германюк Олег Борисович              | 01.03.1968 | вища                | безпартійний           | ГО Запорізька галузева організація роботодавців транспорту, секретар                                                                                       |
| 37                                                         | Маляренко Андрій Євгенович           | 09.12.1970 | вища                | безпартійний           | ТОВ «ВІТАЦЕНТР», виконувач обов'язків директора, головний лікар                                                                                            |
| 38                                                         | Галкіна Олена Георгіївна             | 01.02.1983 | вища                | безпартійна            | тимчасово не працює |
| 10                                                         | Трюхан Дарія Аркадіївна              | 28.08.1980 | вища                | безпартійна            | ТОВ «Академія Брайт», головний бухгалтер |

### Депутати VI скликання
За результатами місцевих виборів 2010 року:
| Квоти депутатських мандатів                                                               | Кількість |
| ----------------------------------------------------------------------------------------- | --------- |
| Кількість депутатських мандатів у раді                                                    | 90        |
| Кількість депутатських мандатів, отриманих кандидатами у депутати за результатами виборів | 89        |
| Кількість депутатських мандатів у раді, що залишаються вакантними                         | 1         |

#### За суб'єктами висування
| Фракція          | Кількість депутатів | Керівник          | Фракція                     | Кількість депутатів | Керівник          |
| ---------------- | ------------------- | ----------------- | --------------------------- | ------------------- | ----------------- |
| ВО «Батьківщина» | 13                  | Острянський В. І. | Сильна Україна              | 3                   | Еделєв В. Г.      |
| Партія регіонів  | 61                  | Таран Р. О.       | Рідне місто                 | 3                   | Рекалов Г. О.     |
| Фронт Змін       | 2                   | Хмура І. Ф.       | Комуністична партія України | 8                   | Зубчевський О. П. |

#### За округами
| № округу                                                  | Прізвище, ім'я, по батькові              | Дата визнання обраним | Освіта  | Партійна приналежність | Відомості про обраного депутата                                                                                                |
| --------------------------------------------------------- | ---------------------------------------- | --------------------- | ------- | ---------------------- | --- |
| Комуністична партія України                               |                                          |                       |         |                        | |
| б/м                                                       | Карташов Євген Григорович                | 05.11.2010            | вища    | позапартійний          | пенсіонер |
| б/м                                                       | Зубчевський Олександр Петрович           | 05.11.2010            | вища    | КПУ                    | Верховна Рада України, помічник-консультант народного депутата України                                                         |
| б/м                                                       | Короленко Віктор Дмитрович               | 05.11.2010            | вища    | позапартійний          | пенсіонер |
| б/м                                                       | Деркач Наталія Миколаївна                | 05.11.2010            | вища    | КПУ                    | ЗАТ «ЗАЗ», провідний технолог                                                                                                  |
| б/м                                                       | Костенко Іван Олександрович              | 05.11.2010            | вища    | КПУ                    | пенсіонер |
| б/м                                                       | Літовка Микола Миколайович               | 05.11.2010            | середня | КПУ                    | ЗАТ «ЗАЗ», слюсар |
| б/м                                                       | Петренко Віктор Павлович                 | 05.11.2010            | вища    | КПУ                    | пенсіонер |
| 26                                                        | Пшигоцький Сергій Володимирович          | 05.11.2010            | вища    | позапартійний          | ТОВ «Інвестоп тімгруп», менеджер                                                                                               |
| Партія регіонів                                           |                                          |                       |         |                        | |
| б/м                                                       | Кальцев Володимир Федорович              | 05.11.2010            | вища    | Партія регіонів        | Запорізька міська рада, секретар                                                                                               |
| б/м                                                       | Коноваленко Андрій Анатолійович          | 05.11.2010            | вища    | Партія регіонів        | ТОВ «Компанія „Александр“», директор                                                                                           |
| б/м                                                       | Стріганов Анатолій Михайлович            | 05.11.2010            | вища    | Партія регіонів        | ТОВ "Компанія «Александр», ведучій спаціаліст зі зв'язку з громадськістю                                                       |
| б/м                                                       | Петров Роман Борисович                   | 05.11.2010            | вища    | Партія регіонів        | ТОВ ПВП «Укргафіт», заступник директора                                                                                        |
| б/м                                                       | Поліщук Тетяна Іванівна                  | 05.11.2010            | вища    | Партія регіонів        | ВАТ «Завод напівпровідників», директор по економіці та кадрам                                                                  |
| б/м                                                       | Валіков Олександр Володимирович          | 05.11.2010            | середня | Партія регіонів        | ТОВ «Діамант», генеральний директор                                                                                            |
| б/м                                                       | Серовський Олег Володимирович            | 05.11.2010            | вища    | Партія регіонів        | адвокат |
| б/м                                                       | Анісімов В'ячеслав Олександрович         | 16.11.2010            | вища    | Партія регіонів        | приватне підприємство «ТВК „Фаворит“», директор                                                                                |
| б/м                                                       | Куренкіна Віра Ігорівна                  | 16.11.2010            | вища    | Партія регіонів        | ТОВ «Екссон ЛТД», помічник директора                                                                                           |
| б/м                                                       | Бондаренко Олег Степанович               | 16.11.2010            | вища    | Партія регіонів        | Запорізька обласна спілка споживчих товариств, голова правління                                                                |
| б/м                                                       | Нетреба Андрій Володимирович             | 16.11.2010            | вища    | Партія регіонів        | ТОВ «Александровський ринок», директор                                                                                         |
| б/м                                                       | Таран Роман Олегович                     | 16.11.2010            | вища    | Партія регіонів        | ТОВ «Компанія „Александр“», заступник директора з стратегічного планування                                                     |
| б/м                                                       | Рильський Вадим Вікторович               | 16.11.2010            | вища    | Партія регіонів        | ТОВ «Александр-Строй», директор                                                                                                |
| б/м                                                       | Сепп Неоніла Василівна                   | 16.11.2010            | вища    | Партія регіонів        | Запорізьке міжміське бюро технічної інвентаризації, начальник                                                                  |
| б/м                                                       | Шаталова Людмила Марківна                | 16.11.2010            | вища    | Партія регіонів        | ТОВ "Торговий дім «АК Ритм», заступник директора по управлінню персоналом                                                      |
| б/м                                                       | Ярмощук Тетяна Єгорівна                  | 16.11.2010            | вища    | Партія регіонів        | комунальна установа Запорізький обласний госпіталь для інвалідів Великої Вітчизняної війни, головний лікар                     |
| б/м                                                       | Фомін Володимир Григорович               | 16.11.2010            | вища    | Партія регіонів        | Запорізька районна державна адміністрація Запорізької області, перший заступник голови                                         |
| б/м                                                       | Болотов Володимир Кузьмич                | 16.11.2010            | вища    | Партія регіонів        | ВАТ «Завод напівпровідників», помічник генерального директора з транспорту і складського господарства                          |
| б/м                                                       | Бондаренко Олена Василівна               | 16.11.2010            | вища    | Партія регіонів        | ТОВ «Флеш 1», директор |
| 1                                                         | Шульга Анатолій Олександрович            | 05.11.2010            | вища    | Партія регіонів        | ТОВ «Майно-Сервіс», директор                                                                                                   |
| 2                                                         | Маринюк Людмила Вікторівна               | 05.11.2010            | вища    | Партія регіонів        | Редакції газети «Наше время плюс», головний редактор                                                                           |
| 3                                                         | Кузьменко Володимир Іванович             | 05.11.2010            | вища    | Партія регіонів        | Запорізької міської ради, начальник управління освіти і науки                                                                  |
| 4                                                         | Денщикова Ірина Олександрівна            | 05.11.2010            | вища    | Партія регіонів        | пологового будинку 1 м. Запоріжжя, головний лікар                                                                              |
| 5                                                         | Лихачова Валентина Іванівна              | 05.11.2010            | вища    | Партія регіонів        | Дитячої лікарні 1 м. Запоріжжя, головний лікар                                                                                 |
| 6                                                         | Пелих Юрій Георгійович                   | 05.11.2010            | вища    | Партія регіонів        | Комунарської районної адміністрації Запорізької міської ради, голова                                                           |
| 7                                                         | Кузьмін Олександр Сергійович             | 05.11.2010            | вища    | Партія регіонів        | Запорізької міської ради, заступник міського голови                                                                            |
| 8                                                         | Чухрай Раїса Василівна                   | 05.11.2010            | вища    | Партія регіонів        | Гімназія 107 Запорізької міської ради Запорізької області, директор                                                            |
| 9                                                         | Вайтаник Костянтин Олександрович         | 05.11.2010            | вища    | Партія регіонів        | Олександрівської районної адміністрації Запорізької міської ради, голова                                                       |
| 10                                                        | Кузенко Володимир Васильович             | 05.11.2010            | вища    | Партія регіонів        | Запорізької обласної державної телерадіокомпанії, директор                                                                     |
| 11                                                        | Гунько Володимир Васильович              | 05.11.2010            | вища    | Партія регіонів        | закритого акціонерного товариства «Птахокомбінат „Дніпровський“», директор з персоналу                                         |
| 12                                                        | Сілін Костянтин Олексійович              | 05.11.2010            | вища    | Партія регіонів        | Запорізької обласної організації Товариства Червоного Хреста України, голова                                                   |
| 13                                                        | Пидорич Руслан Олександрович             | 25.12.2011            | вища    | Партія регіонів        | ПАТ «Мотор СІЧ», начальник відділу у справах молоді                                                                            |
| 14                                                        | Шевцова Ольга Іванівна                   | 05.11.2010            | вища    | Партія регіонів        | Комунального підприємства «Преса», директор                                                                                    |
| 15                                                        | Бірюков Ігор Олексійович                 | 05.11.2010            | вища    | Партія регіонів        | Шевченківської районної адміністрації Запорізької міської ради, голова                                                         |
| 16                                                        | Великий Віктор Іванович                  | 05.11.2010            | вища    | Партія регіонів        | Відкритого акціонерного товариства «Мотор Січ», заступник начальника управління                                                |
| 17                                                        | Богатий Олександр Олександрович          | 05.11.2010            | вища    | Партія регіонів        | Казенне підприємство "Науково-виробничий комплекс"Іскра", заступник директора                                                  |
| 18                                                        | Завгородня Людмила Іванівна              | 05.11.2010            | вища    | Партія регіонів        | Медичної санітарної частини Відкритого акціонерного товариства «Мотор Січ», головний лікар                                     |
| 19                                                        | Гладченко Сергій Михайлович              | 05.11.2010            | вища    | Партія регіонів        | Запорізької міської ради, заступник міського голови                                                                            |
| 20                                                        | Молчанов Михайло Миколайович             | 05.11.2010            | вища    | Партія регіонів        | ВАТ «Мотор Січ», директор транспортно-виробничого управління                                                                   |
| 21                                                        | Поспєлов Олександр Михайлович            | 05.11.2010            | вища    | Партія регіонів        | Відкритого акціонерного товариства «Мотор Січ», директор управління закупівель                                                 |
| 22                                                        | Михайлик Павло Андрійович                | 05.11.2010            | вища    | Партія регіонів        | Філії «Відділення Публічного акціонерного товариства Промінвестбанку у м. Запоріжжя», менеджер                                 |
| 23                                                        | Бірюк Олександр Іванович                 | 05.11.2010            | вища    | Партія регіонів        | Запорізька районна адміністрація Запорізької міської ради, голова районної адміністрації                                       |
| 24                                                        | Полухін Володимир Федорович              | 05.11.2010            | вища    | Партія регіонів        | Вищого професійного училища 23, директор                                                                                       |
| 25                                                        | Кругла Людмила Юхимівна                  | 05.11.2010            | вища    | Партія регіонів        | Гімназії 46, директор |
| 27                                                        | Завгородня Наталія Григорівна            | 05.11.2010            | вища    | Партія регіонів        | Запорізької медичної академії післядипломної освіти, завідувачка кафедри                                                       |
| 28                                                        | Нефьодов Валентин Анатолійович           | 05.11.2010            | середня | Партія регіонів        | тимчасово не працює |
| 29                                                        | Лимарчук Зоя Михайлівна                  | 05.11.2010            | вища    | Партія регіонів        | відкритого акціонерного товариства «Укрграфіт», керівник адміністративно-господарчого відділу                                  |
| 30                                                        | П'ятигорець Денис Миколайович            | 05.11.2010            | вища    | Партія регіонів        | приватний підприємець |
| 31                                                        | Редя В'ячеслав Васильович                | 05.11.2010            | вища    | Партія регіонів        | Запорізького академічного симфонічного оркестру, головний диригент                                                             |
| 32                                                        | Іванов Валерій Іванович                  | 05.11.2010            | вища    | Партія регіонів        | ТОВ «Екссон-Груп», директор |
| 35                                                        | Іванов Андрій Валерійович                | 05.11.2010            | вища    | Партія регіонів        | Запорізької облдержадміністрації, начальник управління промисловості                                                           |
| 36                                                        | Ткачова Лариса Петрівна                  | 05.11.2010            | вища    | Партія регіонів        | Запорізької загальноосвітньої I-III ст. школи 87, заступник директора                                                          |
| 37                                                        | Гончаренко Людмила Вікторівна            | 05.11.2010            | вища    | Партія регіонів        | загальноосвітня школа № 104, вчитель                                                                                           |
| 38                                                        | Огороднік Людмила Дмитрівна              | 05.11.2010            | вища    | Партія регіонів        | відкритого акціонерного товариства «Запорізький завод надпотужних трансформаторів», начальник відділу                          |
| 39                                                        | Шершньов Едуард Анатолійович             | 05.11.2010            | вища    | Партія регіонів        | приватного підприємства Юридична фірма «Фортеця права», директор                                                               |
| 40                                                        | Музичук Олександр Миколайович            | 05.11.2010            | вища    | Партія регіонів        | ТОВ «Формула», генеральний директор                                                                                            |
| 41                                                        | Гофман Олександр Федорович               | 05.11.2010            | вища    | Партія регіонів        | Хортицької районної адміністрації Запорізької міської ради, голова                                                             |
| 42                                                        | Огородова Тамара Миколаївна              | 05.11.2010            | вища    | Партія регіонів        | Орджонікідзевської районної адміністрації Запорізької міської ради, заступник голови                                           |
| 43                                                        | Каптюх Юрій Володимирович                | 05.11.2010            | вища    | Партія регіонів        | Запорізької міської ради, заступник міського голови з питань діяльності виконавчих органів                                     |
| 44                                                        | Гавріков Олексій Олексійович             | 05.11.2010            | вища    | Партія регіонів        | комунального підприємства «Виробниче ремонтно-екксплуатаційне житлове об'єднання 6», начальник                                 |
| 45                                                        | Полюсов Василь В'ячеславович             | 05.11.2010            | вища    | Партія регіонів        | Хортицького Благодійного Фонду «Дитяче дозвілля», генеральний директор                                                         |
| Політична партія «Всеукраїнське об'єднання „Батьківщина“» |                                          |                       |         |                        | |
| б/м                                                       | Острянський Віктор Іванович              | 05.11.2010            | вища    | ВО «Батьківщина»       | ЗАТ з іноземною інвестицією «запорізький автомобільний завод», директор юридичного департаменту — головний юрист               |
| б/м                                                       | Батракова Тетяна Іванівна                | 05.11.2010            | вища    | ВО «Батьківщина»       | ЗАТ з іноземною інвестицією «Запорізький автомобільний завод», директор фінансового департаменту                               |
| б/м                                                       | Саатов Дуняміл Мамедія Огли              | 05.11.2010            | вища    | ВО «Батьківщина»       | Приватне мале підприємство «Шеки», генеральний директор                                                                        |
| б/м                                                       | Костенко Ірина Борисівна                 | 05.11.2010            | вища    | ВО «Батьківщина»       | тимчасово не працює |
| б/м                                                       | Лівча Світлана Василівна                 | 05.11.2010            | вища    | ВО «Батьківщина»       | ЗАТ з іноземною інвестицією «Запорізький автомобільний завод», начальник відділу аналізу, розробки та супроводу законопроєктів |
| б/м                                                       | Шадріна Олександра Сергіївна             | 05.11.2010            | вища    | ВО «Батьківщина»       | Управління справами Апарату Верховної Ради України, помічник-консультант народного депутата України                            |
| б/м                                                       | Бережний Андрій Вікторович               | 05.11.2010            | вища    | ВО «Батьківщина»       | тимчасово не працює |
| б/м                                                       | Гальчинська Зінаїда Миколаївна           | 05.11.2010            | вища    | позапартійна           | пенсіонер |
| б/м                                                       | Позднякова-Кирбят'єва Елліна Геннадіївна | 05.11.2010            | вища    | позапартійна           | Запорізький національний університет, старший викладач                                                                         |
| б/м                                                       | Овчаренко Віталій Дмитрович              | 05.11.2010            | вища    | ВО «Батьківщина»       | приватне мале підприємство «Шекі», заступник генерального директора                                                            |
| 33                                                        | Максимов Володимир Степанович            | 05.11.2010            | вища    | ВО «Батьківщина»       | загальноосвітня школа № 69, вчитель                                                                                            |
| 34                                                        | Алексєєва Катерина Валеріївна            | 05.11.2010            | вища    | ВО «Батьківщина»       | тимчасово не працює |
| Політична партія «Рідне місто»                            |                                          |                       |         |                        | |
| б/м                                                       | Рекалов Геннадій Олександрович           | 05.11.2010            | вища    | «Рідне місто»          | ТОВ ТРК «Контакт», директор |
| б/м                                                       | Левченко Михайло Павлович                | 05.11.2010            | вища    | позапартійний          | Національний заповідник «Хортиця», завідувач відділу                                                                           |
| б/м                                                       | Коваленко Андрій Валерійович             | 05.11.2010            | вища    | позапартійний          | ТОВ «Мелітопольський завод турбокомпресорів», заступник директора з економіки                                                  |
| Політична партія «Сильна Україна»                         |                                          |                       |         |                        | |
| б/м                                                       | Еделєв Валерій Гаврилович                | 05.11.2010            | вища    | «Сильна Україна»       | Запорізький залізобетонний комбінат № 1, заступник директора по розвитку та інвестиціям                                        |
| б/м                                                       | Кліцунов Андрій Григорович               | 05.11.2010            | вища    | «Сильна Україна»       | ВАТ «Третій експедиційний загін підводних та гідротехнічних робіт», директор з маркетингу                                      |
| б/м                                                       | Гамов Микола Семенович                   | 05.11.2010            | вища    | «Сильна Україна»       | Запорізький національний технічний університет, завідувач кафедри «Міжнародні економічні відносини»                            |
| Політична партія «Фронт Змін»                             |                                          |                       |         |                        | |
| б/м                                                       | Хмура Ігор Федорович                     | 05.11.2010            | середня | «Фронт Змін»           | ТОВ «Металургичне підприємство „ПМК“», заступник директора                                                                     |
| б/м                                                       | Акопян Рудольф Володимирович             | 05.11.2010            | вища    | «Фронт Змін»           | приватний підприємець |